# Isla Cook
La isla Cook es una de las islas más australes del archipiélago de las Sandwich del Sur. Junto a la isla Tule y a la isla de Bellingshausen, forman el grupo denominado islas Tule del Sur.

## Geografía
Se halla casi completamente glacializada y rodeada de acantilados, con muy escasa vegetación. Si no se consideran las islas de la Antártida, la isla Cook es la más austral del mundo. Esta isla está fuera del área regida por el Tratado Antártico, pues se ubica ligeramente al norte del paralelo 60°S que por convención establece el límite de los territorios antárticos. Sin embargo, como todas las islas del archipiélago, se encuentra dentro de la Convergencia Antártica y es parte de Antártida vista como bloque continental.
Su punto más meridional es la punta Mar Tendido (en inglés: Swell Point), que también es el punto extremo sur del archipiélago de las Sandwich del Sur. Otros accidentes son la punta Arrecife, la punta Longton, la punta Resolución, la punta Jeffries y la punta Balcón.
La isla de 20 km² es cuadrangular y mide 6 km de largo por 3,5 km de ancho, siendo la mayor de las Tule del Sur. Se encuentra cubierto por un glaciar. La mayor altura de la isla es el monte Harmer de 1067 m s. n. m., que es un estratovolcán del que no se conocen erupciones recientes. Otra elevación es el monte Holdgate de 960 m s. n. m. Una gran erupción en 1956, provocó que el refugio Teniente Esquivel de la Argentina ubicado de la cercana isla Thule (o Morrell) y con tres ocupantes, fuera evacuado por las emanaciones sulfurosas.
El estrecho de San Lesmes, el estrecho Douglas y el golfo Caldera, la separan de la isla Thule (o Morrell), mientras que el canal Mauricio lo hace de la isla de Bellingshausen.
Se considera al grupo Tule del Sur como remanentes erosionados de una isla más grande, siendo geológicamente basáltica y dacítica.

## Historia
Se cree que la isla fue avistada el 31 de enero de 1775 por la expedición de James Cook en su barco Resolution, quien llamó Southern Thule al conjunto de las islas Cook, Thule y Bellingshausen ya que pensó que eran una sola isla. En enero de 1820 el explorador ruso Fabian Gottlieb von Bellingshausen en el barco Vostok, determinó que era una isla separada, la denominó Cook en honor a su descubridor.
Fue cartografiada en 1930 por personal del RRS Discovery II, luego por el HMS Protector en 1962, y posteriormente también en 1964 cuando el primer desembarco fue realizado por un helicóptero. En 1997 el rompehielos británico HMS Endurance realizó una investigación geológica y biológica en el archipiélago.
No se han reportado desembarcos.
La isla nunca fue habitada ni ocupada, y como el resto de las Sandwich del Sur es reclamada por el Reino Unido que la hace parte del territorio británico de ultramar de las Islas Georgias del Sur y Sandwich del Sur, y la República Argentina, que la hace parte del departamento Islas del Atlántico Sur dentro de la provincia de Tierra del Fuego, Antártida e Islas del Atlántico Sur.